# Geofront
Geofront, o anche geofrontier, è un neologismo di origine giapponese atto a indicare alcuni piani urbanistici che prevedavano la colonizzazione sotterranea della città di Tokyo.  Il nome viene dal greco antico geo( Γῆ ) e dal latino frons (fronte). Tali progetti presero il via dagli anni ottanta del ventesimo secolo, per far fronte all'elevata densità della popolazione e alla conseguente mancanza di spazio. Nella città sono stati pertanto costruiti grandi centri commerciali, come nel caso del quartiere di Shinjuku, nonché dei piani sotterranei nei grattacieli di nuova costruzione. Tutto ciò ha permesso di aumentare il numero di immobili nonostante il sovraffollamento e gli alti prezzi della città.
Il termine ha raggiunto una certa popolarità nella letteratura fantascientifica giapponese ed è stato usato in diversi anime e manga, come Ghost in the Shell e Neon Genesis Evangelion.